# Вавилон (филм из 2006)
Вавилон (шп. Babel) је филм мексичког редитеља Алехандра Гонзалеса Ињаритуа и сценаристе Гиљерма Аријаге. Глуме Бред Пит, Кејт Бланчет, Гаел Гарсија Бернал и Коџи Јакушо.
Филм је био први пут приказан у Кану 2006. године као трећи део Трилогије о Гонзалесовој смрти. Прва два дела су филмови Пасји живот и 21 грам.
Освојио је Златни глобус у категорији најбоља драма, а номинован је за Оскара у седам категорија, међу којима и за најбољи филм и за најбољу режију. Освојио је оскара за најбољу оригиналну филмску музику.

## Улоге
- Бред Пит - Ричард Џоунс
- Кејт Бланчет - Сузан Џоунс
- Мохамед Акзам - Анвар
- Бубкер Аит Ел Каид - Јусеф
- Саид Таркани - Ахмед
- Мустафа Рашиди - Абдулах
- Абделкадер Бара - Хасан
- Вахиба Сахми - Зора
- Роберт Фајф - туриста број 14
- Адријана Бараза - Амелија
- Гаел Гарсија Бернал - Сантијаго
- Ел Фанинг - Деби Џоунс
- Нејтан Гамбл - Мајк Џоунс
- Клифтон Колинс млађи - Полицајац на мексичкој граници
- Мајкл Пења - полицајац Џон
- Ринко Кикучи - Чијеко Ватаја
- Коџи Јакушо - Јасуџиро Ватаја
- Сатоши Никаидо - Детектив Кенџи Мамија
- Јуко Мурата - Мицу
- Шигемицу Оги - Зубар кога Мицу покушава да заведе